# Christian Mandrup-Poulsen
Christian Emil Mandrup-Poulsen (født 25. oktober 1865 i Sorø, død 23. juli 1952 i Vedbæk) var en særdeles produktiv dansk arkitekt, der især arbejdede for arbejderbevægelsen og forskellige stiftelser og loger, bl.a. var han fast arkitekt for Odd Fellow Logen og Sankt Joseph Søstrene. I det meste af sin karriere arbejdede han i en nationalromantisk og nybarok stil. Hans sene værker viser en behersket funktionalisme; en arkitektonisk retning, som han dog aldrig kom til at føle sig hjemme i.
Han var far til arkitekten Ove Mandrup-Poulsen.

## Karriere
Hans forældre var snedkermester Carl Wilhelm Mandrup-Poulsen og Hedevig Louise Janethe Lavigne. Mandrup-Poulsen blev snedkersvend 1886, dimittend fra Det tekniske Selskabs Skole og optaget på Kunstakademiet september 1887, hvorfra han tog afgang januar 1896. Han var ansat på Stadsarkitektens Kontor, København 1887-98 og drev selvstændig virksomhed fra 1898; i en årrække sammen med Martin Larsen. Han medvirkede på Raadhusudstillingen 1901.
Mandrup-Poulsen var medlem af Gentofte Kommunes Sundhedskommission 1907-20, var Magistratens vurderingsmand i København fra 1912, var vurderingsmand for Østifternes Brandforsikring 1911 og medlem af Gentofte Kommunes Bygningskommission 1924-37. Han var socialdemokrat og var i 1913 medstifter af AKB, som han også tegnede en række boligbebyggelser for.
I begyndelsen af århundredet var han på rejser i Tyskland, Frankrig, Norge og Sverige, 1926 i Italien, Palæstina, Ægypten, Tyrkiet og Grækenland, 1927 i USA og 1930 på Færøerne, Island, England og Belgien.
Han blev gift 3. januar 1892 i Ballerup Kirke med Wilhelmine Caroline Jensine Margrethe Frost (22. marts 1866 i København – 3. marts 1913 samme sted), datter af fabrikarbejder Carl Ludvig Peter Frost og Ane Sophie Cathrine Dahl.

## Værker
- Enghavehus (th.)(1898)
- Den Hvide By i Valby (1898)
- Urtekræmmerstiftelsen (1901)
- Ægirs Apotek, Ægirsgade 55 (1901)
- Seminarium og Immaculatakirken (1905)
- Immaculatakirken (1905)
- Immaculatakirken (1905)
- Immaculatakirken (1905)
- Institut Sankt Joseph (1915)
- Institut Sankt Joseph (1915)
- Kirken, 3. sal, Institut Sankt Joseph (1915)
- Tycho Brahes Allé 30-36 (1916)
- Frederikssundsvej 49-51 (1916)
- Jagtvej 94-114 (1917)
- Vesterfælledvej 61-73 (1917)
- Baggård, Vesterfælledvej 61-73 (1917)
- Forgård, Edvard Griegs Gade 14 (1920)
- Baggård, Edvard Griegs Gade 2-28 (1920)
- Bellmansgade 34-44 (1920)
- Lyngbyvej 38-60 (1923)
- Institut Jeanne d'Arc (1924)
- Kapellet, Institut Jeanne d'Arc (1924)
- Arbejdernes Foreningsbygning (1924)
- Mimersgade 1-19 (1925)
- Borgmester Jensens Allé 5 (1929)
- Peter Bangs Vej 74 (1932)

### Arbejder i samarbejde medMartin Larsen
- Boligbebyggelsen Enghave Plads 6-12 (1898)
- Boligbebyggelsen Nørrebrogade 218/Heimdalsgade 2 (1898)
- Missionshotel, Helgolandsgade 4 (1898-99)
- Boligbebyggelsen Nørrebrogade 220-224 (1899)
- Detailhandlerbanken, Nygade 4 (1899-1900)
- Boligbebyggelsen Adelgade 83 (1900)
- Boligbebyggelsen Amagerbrogade 9 (1900)
- Urtekræmmerstiftelsen, Ægirsgade 55-65/Baldersgade 1-5 (1901, udvidet 1927 og 1929)
- Boligbebyggelsen Godthåbsvej 43-45/Langelandsvej 50 (1901)
- Boligbebyggelsen Sønder Boulevard 51-53 (1901)
- Villa for murermester Christian Jensen, Strandvejen 646, Tårbæk (1901, udvidet af samme 1907 for grosserer Th. Colding)
- Odd Fellow Logen Progres' alderdomshjem, Ægirsgade 66-68 (1902)
- Boligbebyggelsen Forchhammersvej 23 (1902)
- Det gamle rådhus, Søllerødvej 64, Søllerød (1903-04)
- Istedgade 69-71 (1904)
- Arkonagade 6-8 (1904)
- Kildevældsgade 72-74 og 78-80/Marthagade 1-5 og 2-8/Helsingborggade 15-21/Bellmansgade 4-8 (1904)
- Sankt Josephs Søstrenes Seminarium og Immaculatakirken, Strandvejen 91 (1905, vinduer udskiftet)

### Selvstændige værker
- Valby Arbejderes Byggeforening, kaldet Den hvide by i Valby eller Trekanten, Valby Langgade/Søndre Allé/Vestre Allé/Nordre Allé, Valby (1898, 77 dobbelthuse)
- Vesterbrogade 118, baghus (1903)
- Godsinspektørbolig på Hardenberg ved Sakskøbing (1905)
- Arbejderboligerne Selveje, Cæciliavej/Nørretofte Allé/Selveje Allé, Valby (1905-06, 25 dobbelthuse)
- Kommuneskolerne i Herlev og Bagsværd (1906)
- Ravnholm Papirfabrik ved Kongens Lyngby (1906)
- Studiestræde 34, København (1907)
- Karreen Saga G - Gunløgsgade 21-43/Egilsgade 22-44/Isafjordsgade 5-7/Leifsgade 6-8 (1909)
- Boligbebyggelsen[1] Valby Langgade 114/Gåsebæksvej 1 og 3 (1912)
- A. Stellings Farvefabriks kontorbygning (1912) og pakhus (1914), begge Valgårdsvej 2, Valby
- Kvarteret Sydhavnsgade 2-10/Scandiagade 22-96/Borgmester Christiansensgade 29-45/Louis Pios Gade 1-31/Gustav Bangs Gade 1-21/P. Knudsensgade 1-31 og 2-44 (1913-44, vinduer ændret)
- Sankt Josephs Søstrenes Skole, Dag Hammarskjölds Allé 17 (opr. Østerbrogade 7 D, 1914-15, tillige tilbygning 1928)
- Sportspavillon for Gentofte Kommune, Phistersvej 23 (1914)
- Villa[2], Mariendalsvej 89, Frederiksberg (1914)
- Karreen Jagtvej 78 A, B, C, D92/Arresøgade 25-27/Guldbergsgade 101-11 (1915)
- Villaen Jacobysborg[3], Jacobys Allé 21 (1915, freskoer af Joakim Skovgaard, skulptur og kaminer af J.J. Bregnø)
- Metalarbejdernes bygning, Gammel Kongevej 6 (1915-16, præmieret, nedrevet)
- Karreen Frederikssundsvej 49-51/Musvågevej 2-6/Mågevej 86-88 (1916)
- Tycho Brahes Allé 30-36/Kirkegårdsvej 47/Sofie Brahes Allé 2 (1916)
- Boligbebyggelsen Carl Langes Vej 39-49 og 42-50 (1916-17)
- Karreen Jagtvej 94-114/Tagensvej 35-37/Guldbergsgade 113-31/Arresøgade 26-28 (1917)
- Karreen Vesterfælledvej 61-73/Alsgade 24/Ejderstedgade 18-32/Ny Carlsberg Vej 37 (1917)
- Villa, Wilhelm Smidts Vej 14 (1917)
- Ordrup Kommuneskole, Grønnevænget 16, Ordrup (1918)
- Asylbørnehave for Gentofte Kommune, Stolpegårdsvej 6, Gentofte (1918)
- Karreen Stevnsgade 2-16/Asnæsgade 2/Sjællandsgade 15/Udbygade 1-13 (1918-19)
- Karreen Bellmansgade 34-44/Bellmans Plads 32/Edvard Griegs Gade 2-28/Sibeliusgade 11-29 (1919-20)
- Karreen Guldbergsgade 84-96/Guldbergs Plads 2-4/Tibirkegade 13-21/Fensmarksgade 40-46 (1920)
- Hustømrerforeningens Stiftelse, Vestergårdsvej 2-12/Mågevej 23-25/Bogfinkevej 2 (1920-21);
- Tilbygning til Odd Fellow Palæet, Bredgade 28 (1921)
- Boligbebyggelsen Stefansgade 17/Julius Bloms Gade 24-32/Holtegade 16 (1923)
- Lyngbyvej 38-60/Omøgade 2-6/Sejrøgade 1-5 (1923, vinduer ændret)
- Sankt Josephs Søstrenes Skole, Institut Jeanne d'Arc, Frederiksberg Allé 74 (1923-24, bombet 1945 og nedrevet)
- Arbejdernes Foreningsbygning, Rosenørns Allé 12-14 (1924)
- Boligbebyggelsen Jagtvej 129-131/Mimersgade 1-19 og 2-18/Thorsgade 70-74 (1925)
- Snedkerstiftelsen, Odensegade 19-21/Faksegade 12 (1926)
- Restaurering af Odd Fellow Palæets facade, Bredgade 28 (1927, brændt 1992 og genopført)
- Boligbebyggelsen Musvågevej 8-18/Ørnevej 54-58/Mågevej 72-74 (1928)
- Karre for AKB Østerbrogade 95/Urbansgade 2-4/Jacob Erlandsens Gade 10/Borgmester Jensens Allé 1-5 (1928-29, sammen med Einar Ambt, præmieret)
- Boligbebyggelse Jagtvej 113 (1929)
- Boligbebyggelse Dalgas Boulevard 1 og 2 (1929)
- Odd-Fellows Hvile, Kjærstrupvej 60-64 (1929)
- Heegaards Stiftelse[4], Dr. Priemes Vej 12 (1930)
- Kjøbenhavns Skomagerlaugs Stiftelse, Vespervej 38-44/Tuborgvej 108, Hellerup (1931, vinduer ændret)[5]
- Karreen Tagensvej 17-31/Arresøgade 2-10/Refsnæsgade 46-54 (1931)
- Karreen Dalgas Boulevard 3-7[6][7][8]/General Bahnsons Vej 9-13/Glahns Allé 39-43[9] (1931)
- Gæstehjemmet, Nattergalevej 32 (1931)
- Lindegaard[10], Peter Bangs Vej 74-76 og H. Schneekloths Vej 1 (1932)
- Skrædderstiftelsen, Liselundvej 2-6/Klintholmsvej 12-16 (1933)
- H. Schneekloths Vej 3-13 (1933)
- Wilkensvej 10[11]-20 (1933)
- Gammel Kongevej 37-37A (1934)
- Valdemarsgade 6 (1936)
- Boligbebyggelsen Frøbels Alle 1-7/Ewaldsensvej 8-12 (1937)
- Restauratørstiftelsen, Øster Voldgade 28-30 (1938)
- Marsalavej 2 (1939)
- Vester Søgade 4 (1939, nedrevet)
- Desuden talrige andre boligbebyggelser samt et betydeligt antal mindre huse og villaer

### Gravmæler
- Over storsire for Odd Fellow Ordenen, Dr. Petrus Beyer (1924, Vestre Kirkegård)
- Over legatstifteren, skomagermester Heegaard (1929, Guldager Kirkegård)

### Projekter
- Brand- og politistation, Hellerupvej, Hellerup (1908)
- Axelborg (1914, sammen med Edvard Thomsen, præmieret; 1917, alene)
- Ordrup Gymnasium (1920)
- Maskinistskole på Nørre Fælled (1923)
- Borgernes Hus, Rosenborggade (1925)
- Forsamlingsbygning, Herlev (1927)
- Borgerhjemmet i Gentofte Kommune (1927)
- Haandværkerforeningens stiftelse Haandværkerhaven, Emdrup (1936)